# Atolón Noonu
El Atolón Noonu está ubicado en el norte de las Maldivas, siendo su capital Manadhoo.